# Атлантроп

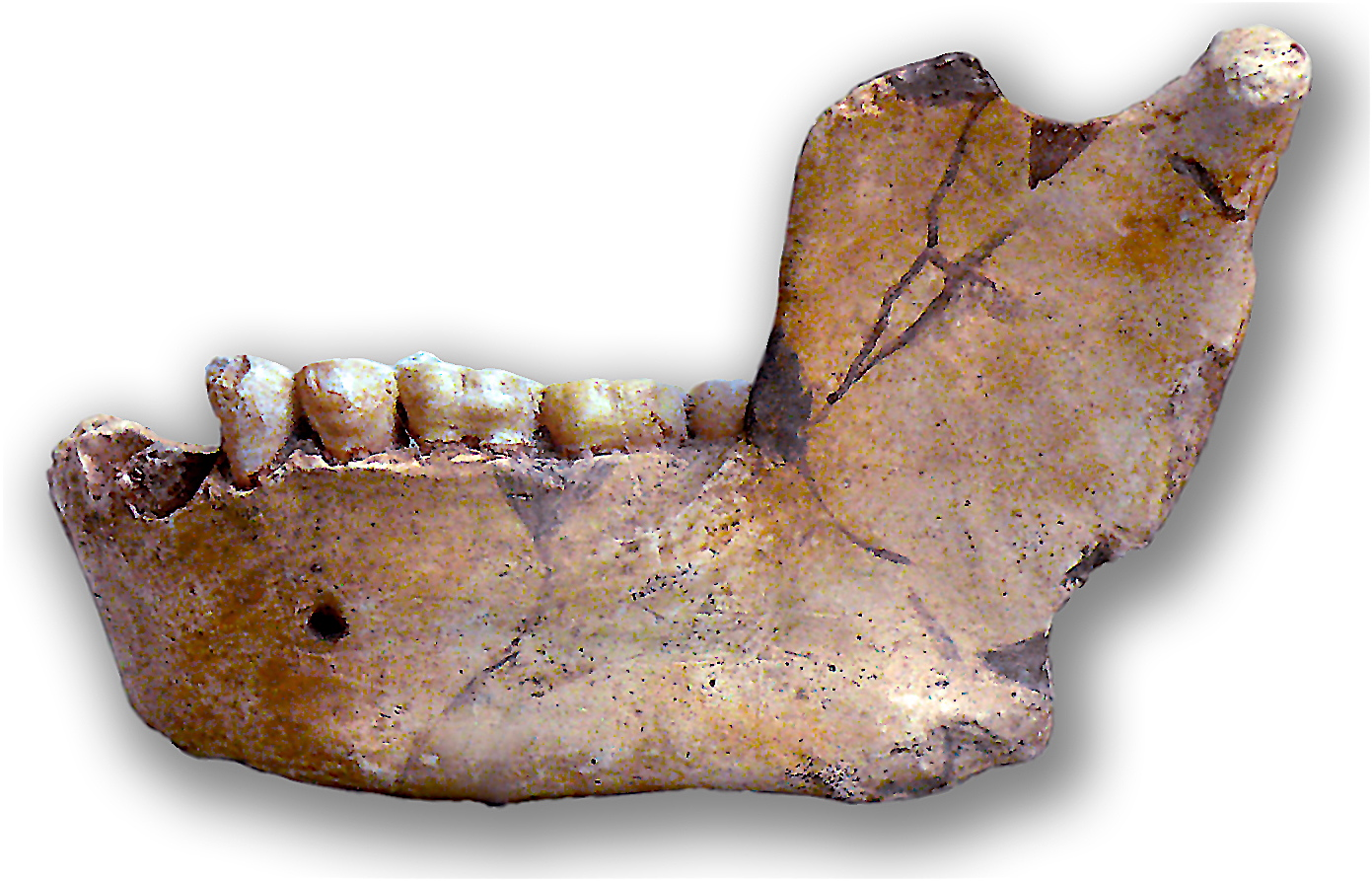
Щелепа атлантропа

Атлантро́п — вимерла людина з групи археоантропів, знайдена 1954 року Камілем Арамбуром і Р. Гофштеттером в Алжирі в піщаних відкладах колишнього озера і описана під назвою Atlanthropus mauritanicus. Виявлено дві досить примітивні нижньощелепні кістки. Надалі зведений до підвиду людини прямоходячої Homo erectus atlanthropus  Існував атлантроп в гоміценову епоху, близько 1,9 млн років тому. Разом з кістками знайдені знаряддя, зокрема примітивні кам'яні сокири.
Всеволод Якимов відносив атлантропа до пітекантропів, називаючи його Pithecanthropus mauritanicus.